# Воля-Ксьонженца
Воля-Ксьонженца (пол. Wola Książęca) — село в Польщі, у гміні Котлін Яроцинського повіту Великопольського воєводства.
Населення — 700 осіб (2011).
У 1975-1998 роках село належало до Каліського воєводства.

## Демографія
Демографічна структура станом на 31 березня 2011 року:
|          | Загалом | Допрацездатний вік | Працездатний вік | Постпрацездатний вік |
| -------- | ------- | ------------------ | ---------------- | -------------------- |
| Чоловіки | 334     | 95                 | 199              | 40                   |
| Жінки    | 366     | 85                 | 208              | 73                   |
| Разом    | 700     | 180                | 407              | 113                  |